# Ligidium assimile
Ligidium assimile là một loài chân đều trong họ Ligiidae. Loài này được Strouhal miêu tả khoa học năm 1971.